# The Story of the Vatican
The Story of the Vatican é um documentário americano de 1941 dirigido por Jean Pages. O filme foi escrito por e estrelado por Fulton J. Sheen (que mais tarde se tornaria um arcebispo da Igreja Católica Romana), e foi o segundo de apenas quatro longas-metragens produzidos por The March of Time, mais conhecido por seus cinejornais. Foi distribuído pela RKO Radio Pictures, que lançou o filme em 18 de julho de 1941.